# Hagia Sophia

Hagia Sophia nhìn từ bên ngoài

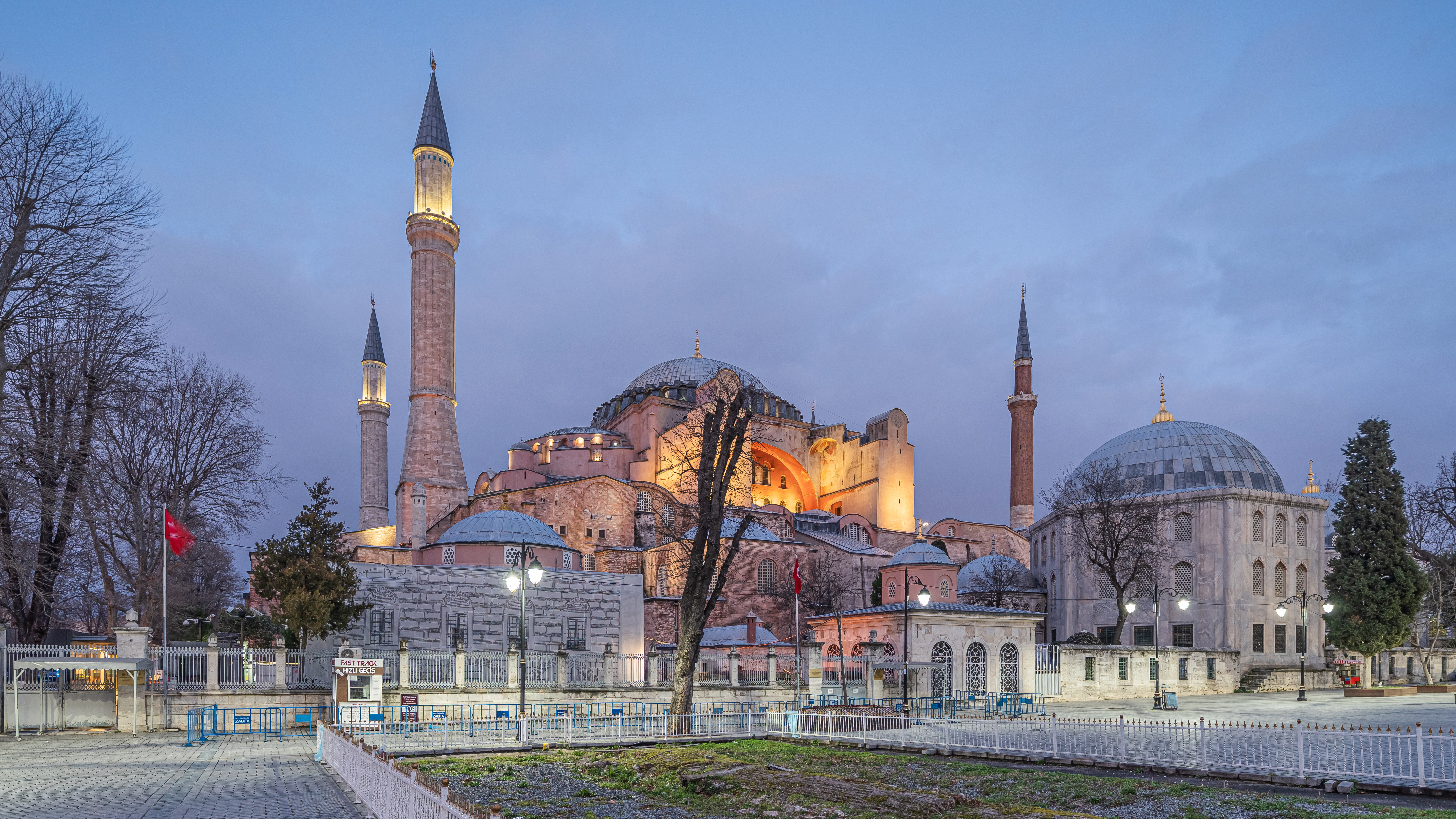
Hagia Sophia, Istanbul

Hagia Sophia (tiếng Hy Lạp: Ἁγία Σοφία, "Sự khôn ngoan của Thiên Chúa", tiếng Latinh: Sancta Sapientia, tiếng Thổ Nhĩ Kỳ: Ayasofya) ban đầu là một Vương cung thánh đường Chính thống giáo Đông phương, sau là thánh đường Hồi giáo, và nay là một viện bảo tàng ở Istanbul, Thổ Nhĩ Kỳ. Đặc biệt nổi tiếng vì vòm trần lớn, tòa nhà này được xem là hình ảnh mẫu mực của kiến trúc Byzantine, và được coi là đã "thay đổi lịch sử của kiến trúc". Đây từng là nhà thờ lớn nhất thế giới trong gần một ngàn năm, cho đến khi Nhà thờ chính tòa Sevilla hoàn thành vào năm 1520.
Tòa nhà hiện nay vốn được xây dựng làm nhà thờ từ năm 532 đến năm 537 theo lệnh của Hoàng đế Byzantine Justinian, và đã là Nhà thờ Sự khôn ngoan của Thiên Chúa thứ 3 được xây dựng tại địa điểm này (hai nhà thờ trước đã bị phá hủy bởi quân phiến loạn). Tòa nhà được thiết kế bởi hai kiến trúc sư Isidorus xứ Miletus và Anthemius xứ Tralles. Nhà thờ có một bộ sưu tập các thánh tích và có một bức tường tranh bằng bạc dài 15 m. Đây là nhà thờ trung tâm của Giáo hội Chính thống giáo Đông phương và trụ sở của Thượng phụ Đại kết thành Constantinopolis trong gần 1000 năm.
Năm 1453, kinh đô Constantinopolis bị đế quốc Ottoman chiếm. Vua Mehmed II lệnh biến tòa nhà thành một nhà thờ Hồi giáo. Chuông khánh, bàn thờ, tường tranh bị gỡ bỏ, nhiều phần nền khảm tranh mosaic bị trát vữa đè lên. Các chi tiết kiến trúc Hồi giáo, chẳng hạn mihrab, minbar, và 4 minaret ở bên ngoài, được xây thêm trong thời của các Ottoman. Tòa nhà là nơi thờ phụng của Hồi giáo cho đến năm 1935, khi nó được chính phủ Cộng hòa Thổ Nhĩ Kỳ chuyển thành một viện bảo tàng.
Trong gần 500 năm, Hagia Sophia là thánh đường Hồi giáo chính của Istanbul, làm mẫu hình cho nhiều thánh đường Hồi giáo Ottoman khác như Thánh đường Hồi giáo Vua Ahmed, Thánh đường Hồi giáo Şehzade, Thánh đường Hồi giáo Süleymaniye, và Thánh đường Hồi giáo Rüstem Pasha.
Tuy đôi khi nhà thờ được gọi là Sancta Sophia theo tiếng Latinh, giống với cách gọi dành cho Thánh Sophia, nhưng sophia là cách chuyển tự Latinh từ tiếng Hy Lạp, thuật từ Sophia có nghĩa là trí tuệ hoặc sự khôn ngoan. Tên đầy đủ bằng tiếng Hy Lạp là Ναός τῆς Ἁγίας τοῦ Θεοῦ Σοφίας, nghĩa là Đền Sự khôn ngoan của Thiên Chúa.

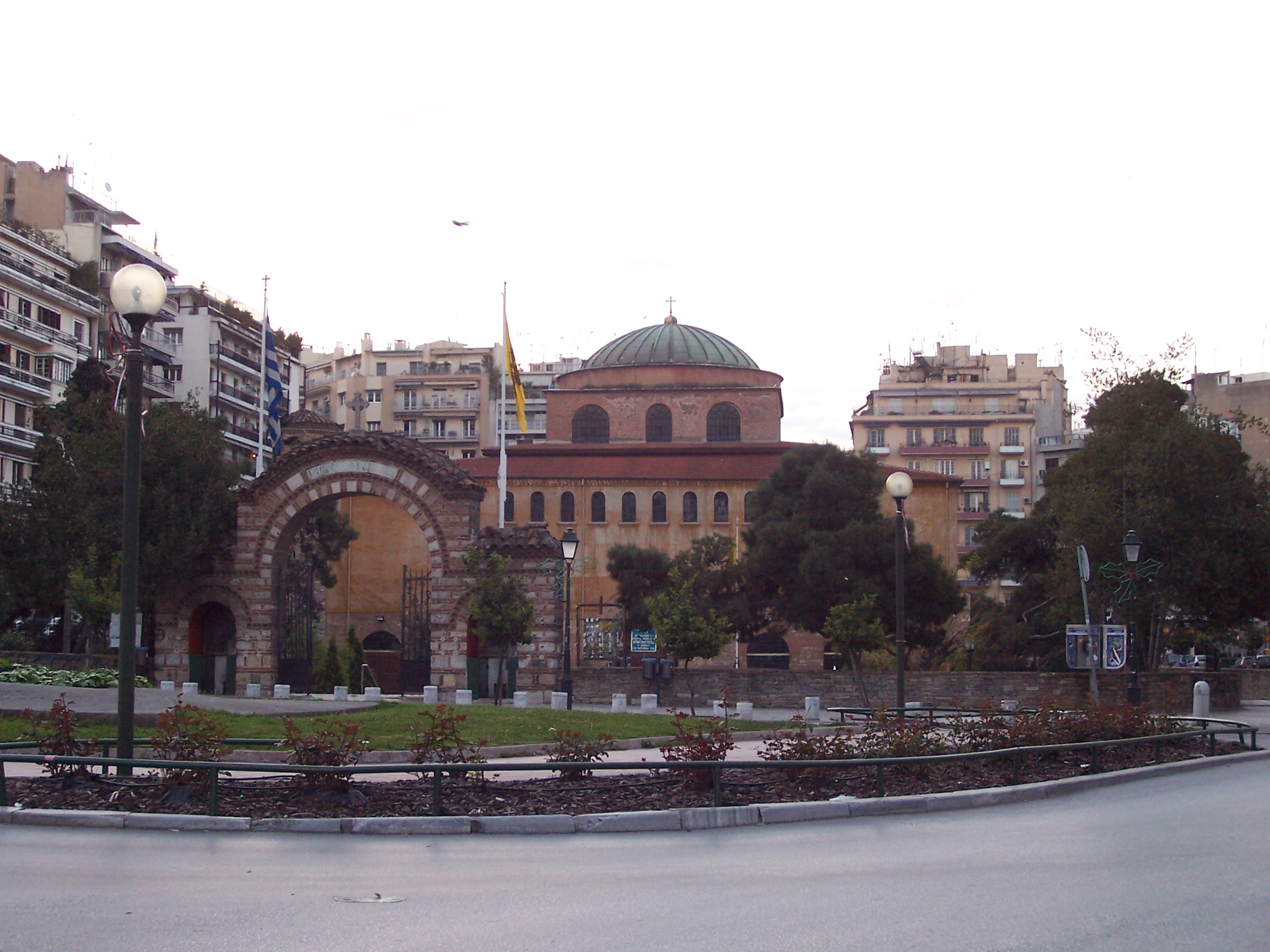
Một nhà thờ mang tên Hagia Sofia ở Hy Lạp

Hagia Sophia là một trong những tòa nhà thuộc khu vực lịch sử Istanbul được UNESCO công nhận là di sản thế giới.

## Lịch sử

### Ngôi đền thứ nhất

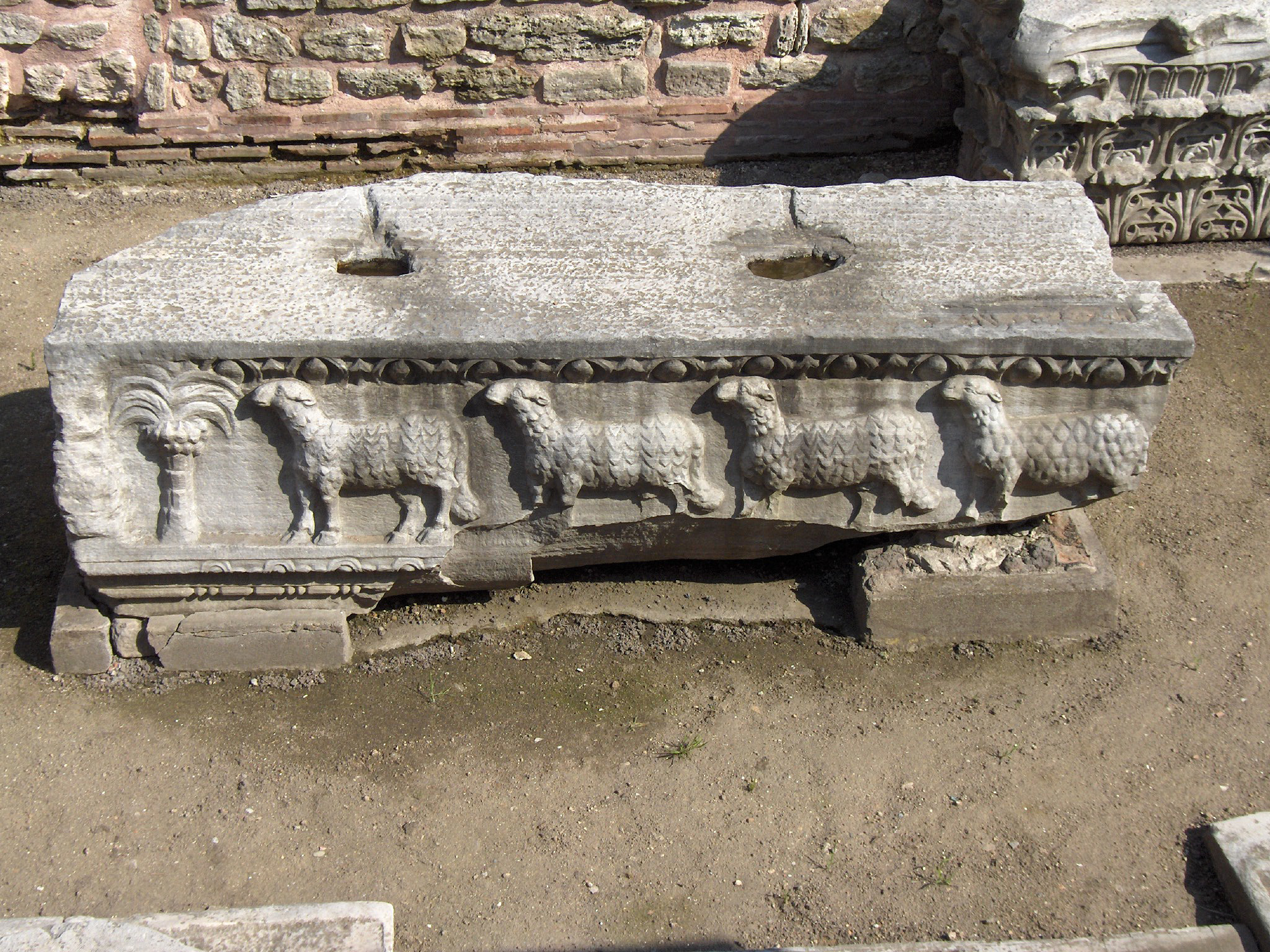
Phiến đá của công trình của do hoàng đế Theodosius II chỉ đạo xây dựng, mô tả bầy cừu của Chúa

Hiện tại không có bằng chứng hay dấu tích nào cho biết ngôi đền thứ nhất (gọi là Μεγάλη Ἐκκλησία (Megálē Ekklēsíā, "Đền thờ lớn") đã được xây dựng chính xác tại đâu, có lẽ chính tại Istanbul hay "Magna Ecclesia" (một khu vực cổ ở Mỹ Latin).
Trong quá khứ, đền thứ nhất từng là nơi thờ phụng của các tôn giáo Đa thần. Ngôi đền được xây gần cung điện hoàng gia và cạnh bên ngôi đền Hagia Eirene. Ngày 15 tháng 2, năm 360, hoàng đế Constantius II cho khánh thành Hagia Sophia. Và từ đây, cả hai ngôi đền (Hagia Sophia và Hagia Eirene) được dùng để tôn thờ đế chế Byzantine.
Sở dĩ người hiện đại biết đến sự có mặt của Ngôi đền thứ nhất là nhờ những ghi chép của Socrates của dân Constantinopolis, ngôi đền dùng tôn thờ hoàng đế Constantine Đại đế. Kiến trúc ngôi đền dựa theo kiến trúc truyền thống Latin với những kiệt tác hội họa, hàng hàng cột chống trần và mái vòm gỗ.
Đền thứ nhất vẫn đang chờ xem xét phong tặng danh hiệu kì quan thế giới.
Cái tên "Megálē Ekklēsíā" đã từng được sử dụng trong một khoảng thời gian khá dài trước khi bị thay thế bởi cái tên "Hagia Sophia" trong cuộc xâm lăng của người Byzantine năm 1453.

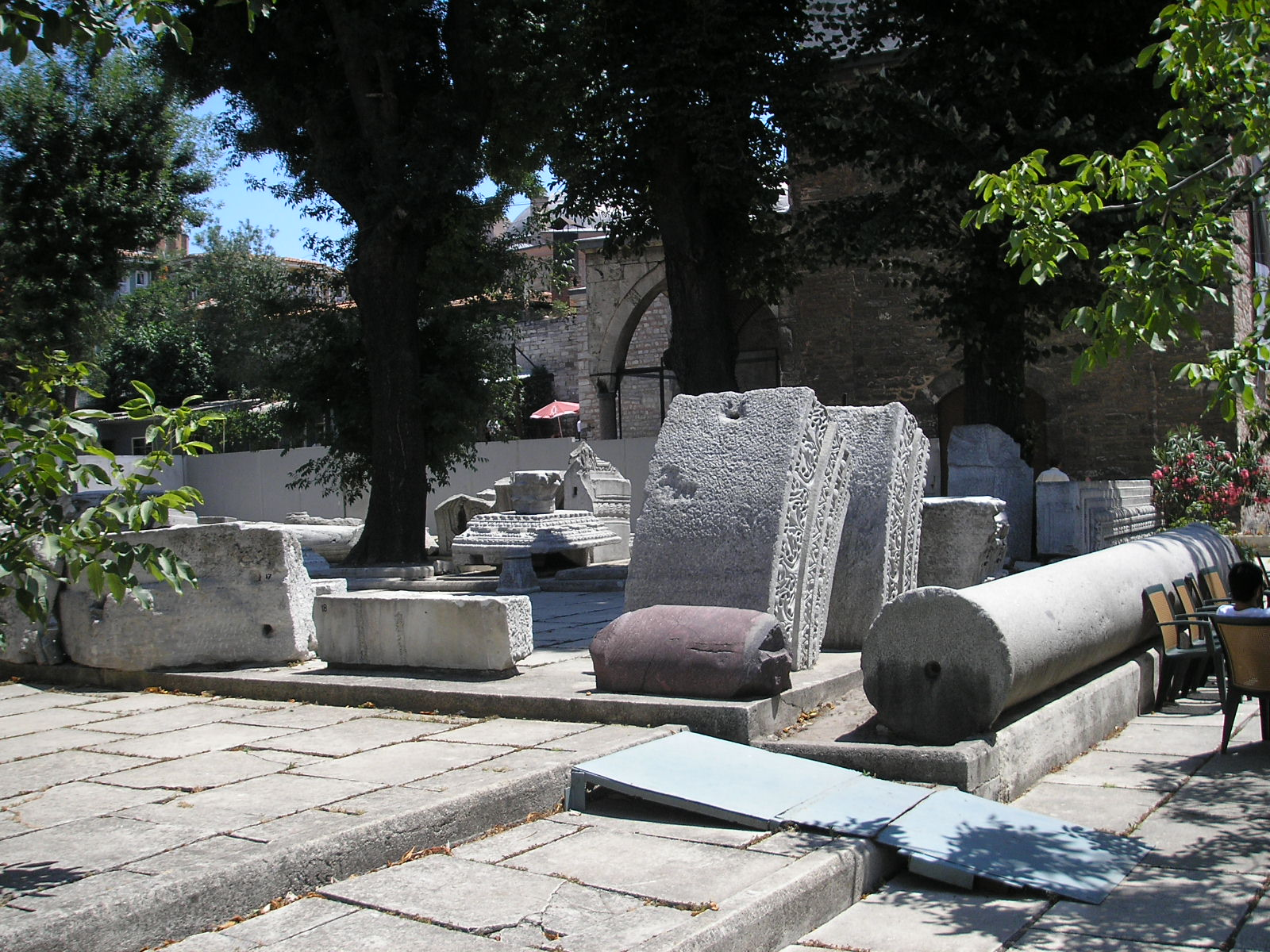
Những phiến đá hoa cương của Ngôi đền thứ hai

### Ngôi đền thứ hai
Ngày 20 tháng 6 năm 404, Thị trưởng của Constantinople, John Chrysostom, gây mâu thuẫn với nữ chúa Aelia Eudoxia, vợ hoàng đế Arcadius. Ngay sau đó, ông bị bắt và bị đày đi xa xứ. Trong cuộc nổi loạn của dân chúng, phần lớn Ngôi đền thứ nhất bị thiêu cháy. Và hoàng đế Theodosius II ra lệnh xây ngôi đền mới. Ngôi đền thứ hai được xây dựng, khánh thành ngày 10 tháng 10 năm 405. Một nhà thờ thứ hai được xây theo lệnh của Theodosius II, ông khánh thành nó vào ngày 10 tháng 10 năm 405. Sự náo loạn của lễ hội Nika Revolt đã dẫn đến sự tàn phá Ngôi đền thứ hai, ngôi đền đã bị thiêu thành tro bụi chỉ trong hai ngày 13-14 tháng 1 năm 532.
Những phiến đá hoa cương là những phế tích còn tồn tại đến ngày hôm nay, chứng minh sự tồn tại của Ngôi đền thứ hai, và hiện tại chúng đang được lưu giữ trong khuôn viên khu đền hiện tại (Ngôi đền thứ ba). Những phiến đá này là một phần cổng của ngôi đền xưa; được A.M. Schneider khai quật trong cái sân nhỏ nằm ở hướng Tây năm 1935.

### Đền thờ Hồi giáo

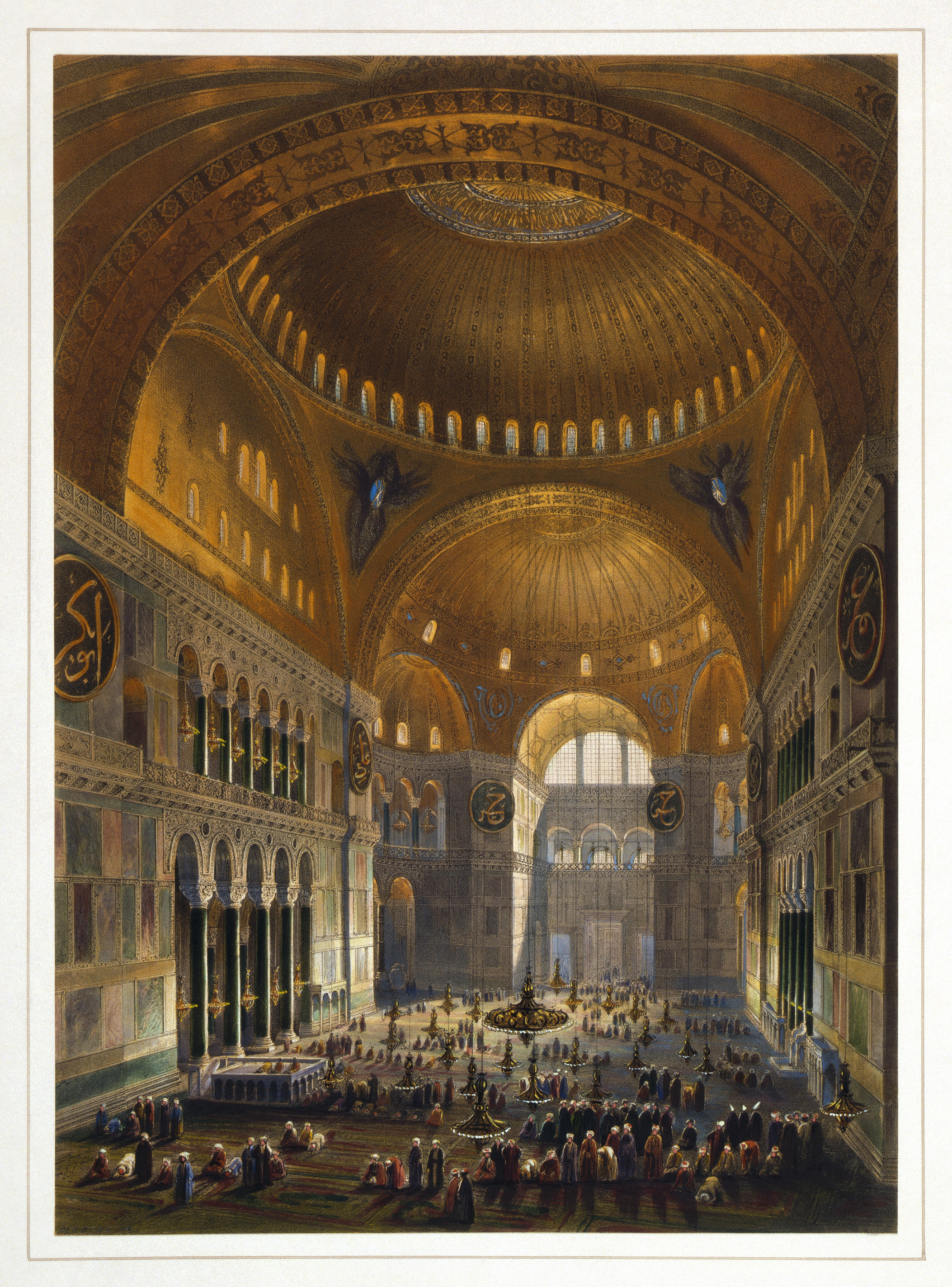
Bên trong, tranh vẽ năm 1852 khi là Thánh đường Hồi giáo

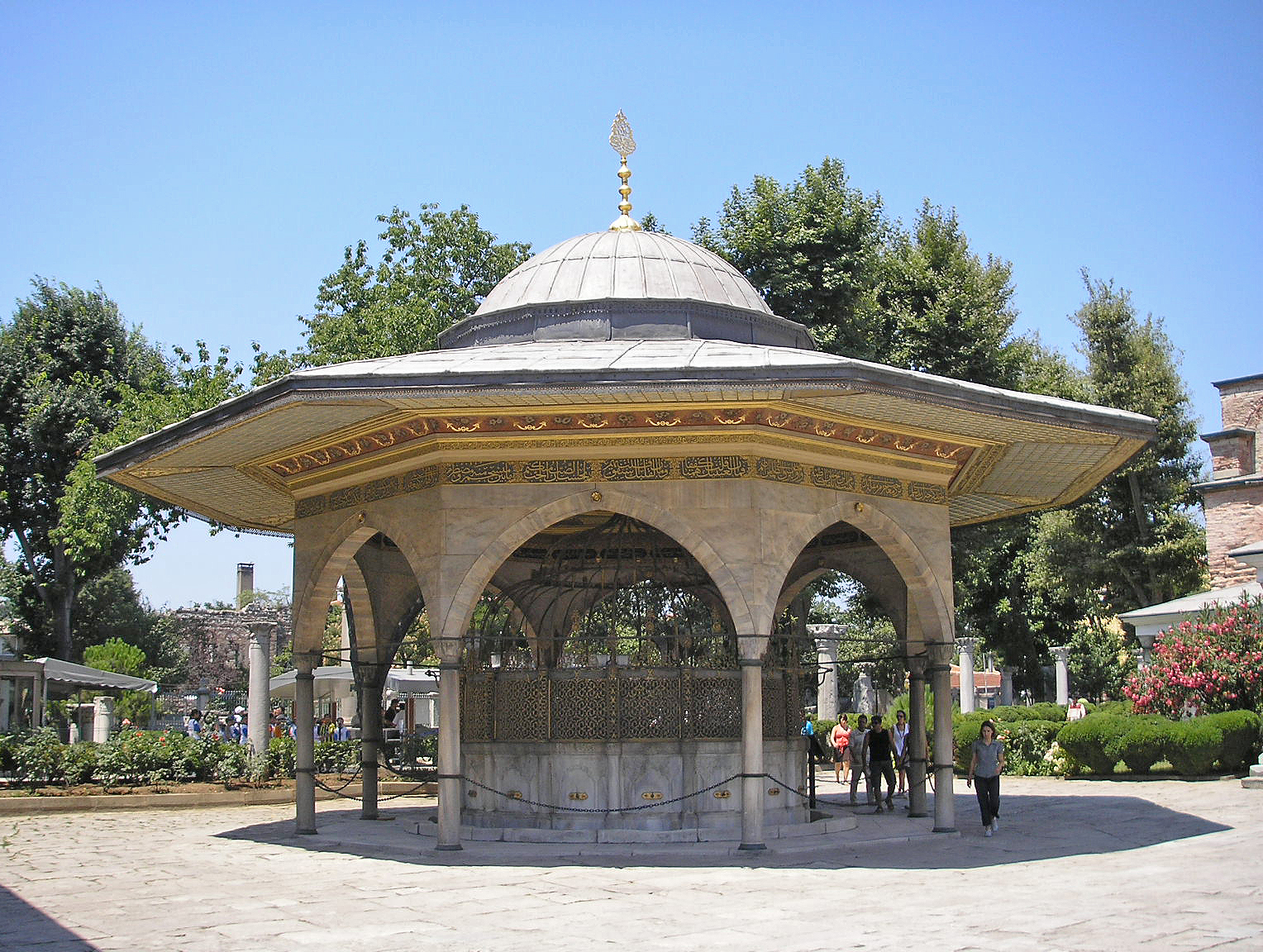
Đài phun nước (Şadirvan) (??) dùng cho lễ rửa tội

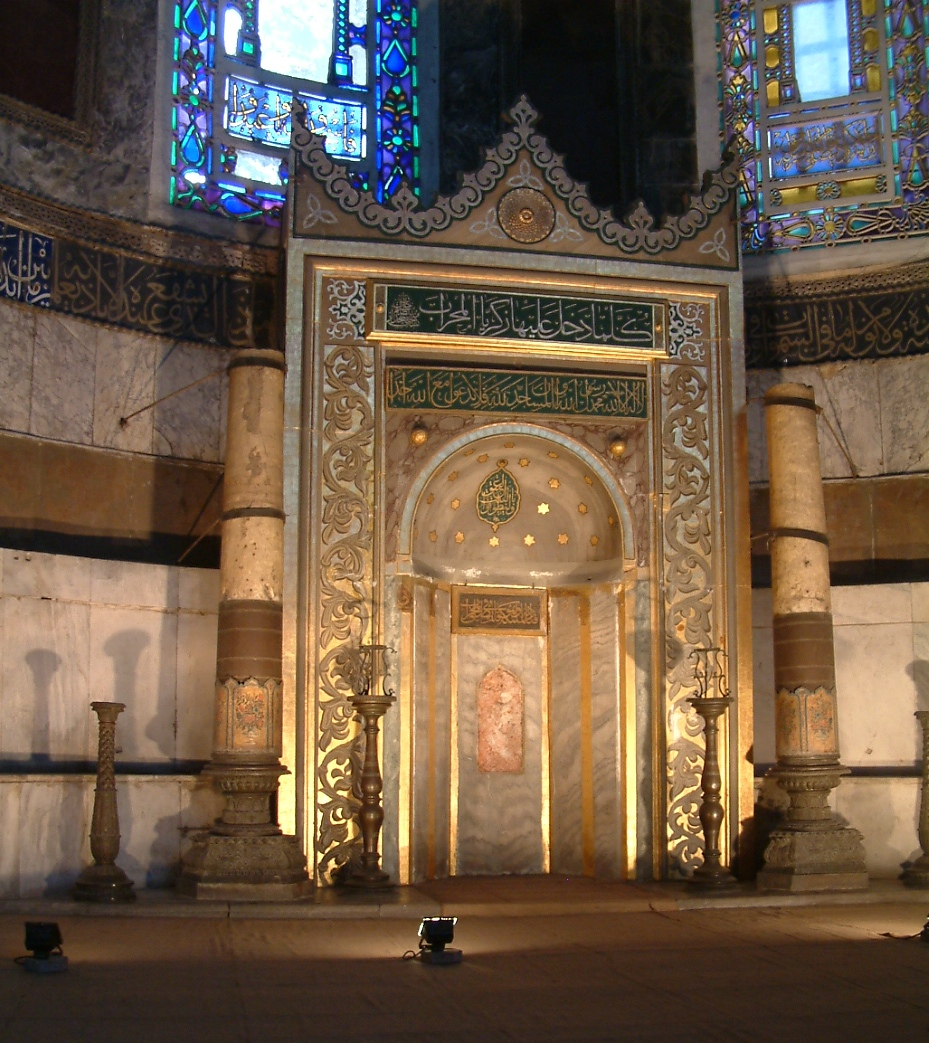
Mihrab trong điện thờ, dùng để dựng bàn thờ, chỉ hướng về phía Mecca

Ngay sau khi đế quốc Ottoman (do Muslim Millet dẫn đầu) xâm chiếm Constantinopolis (Istanbul) vào năm 1453, Hagia Sophia bị biến thành đền thờ Hồi giáo như là chiến lợi phẩm của cuộc xâm chiếm. Lúc đó, đền thờ đã hư hỏng rất nặng, nhiều cánh cửa đã hoai mục hay gãy vỡ. Những hư hỏng này được miêu tả rất chi tiết trong quyển ghi chép của nhiều du khách xưa, như Pero Tafur người thành Córdoba, Tây Ban Nha và Cristoforo Buondelmonti người thành Florence, Ý. Vua Thổ Nhĩ Kỳ Mehmed II đã cho trùng tu khu di tích này và lập tức biến nó thành đền thờ Hồi giáo. Sau đó, vua Bayezid II xây thêm một cái tháp để thay thế cái tháp cũ vua cha đã xây.
Vào thế kỉ 16, vua Suleiman I (1520-1566) đem về hai ngọn đèn cầy khổng lồ chiếm được trong cuộc chinh phạt Hungary. Chúng được đặt hai bên hông của mihrab (một khoảng trống trên tường biểu trưng cho Kaaba ở Mecca và để chỉ hướng cúi đầu lạy. Dưới triều vua Selim II (1566-1574), ngôi đền lại xuất hiện thêm nhiều dấu hiệu hư hỏng, và lại được mở rộng trùng tu, bổ sung thêm nhiều quần thể kiến trúc do kiến trúc sư đại tài người Ottoman Sinan chỉ huy xây dựng, ông được xem là kĩ sư vĩ đại với những công trình chống lại động đất. Ngoài ra, để kéo dài tuổi thọ cho kiến trúc lịch sử Byzantine này, Sinan đã xây thêm hai tháp trụ khổng lồ ở phía cực Tây của công trình, và ở lăng Selim II phía Đông nam năm 1574. Hai lăng mộ của các vua Murad III và Mehmed III được xây cạnh bên đền thờ trong thập niên 1600.

### Viện bảo tàng
Năm 1935, Tổng thống đầu tiên và là người thiết lập nền Cộng hoà ở Thổ Nhĩ Kỳ, Mustafa Kemal Atatürk, cho biến công trình này thành viện bảo tàng. Người ta dỡ bỏ đệm trải sàn và những tran trí bằng đá hoa cương trên sàn xuất hiện lại lần đầu tiên qua nhiều thế kỷ, cùng lúc đó vôi trăng che kín các tranh khảm đá quý cũng được gỡ ra.

## Kiến trúc
Xây dựng dưới thời hoàng đế Justinian tại Constantinople, do hai KTS Anthemius de Tralles và Isidorius de Miletus thiết kế. Trung tâm nhà thờ là mặt bằng hình vuông (75,6m x 68,4m), phía trên bao phủ bằng vòm bán cầu đường kính 33m (cao 51m tính từ nền) với cấu trúc vòm buồm.Tại phần tambour có 40 cửa sổ lấy ánh sáng.
Kích thước và cấu trúc của mái vòm là một kiệt tác về thiết kế, và tạo một sự đột phá về kết cấu, trở thành một thành tựu rực rỡ mà kiến trúc Byzantine đã đạt được.
Từ 1453 sau khi nhà thờ được đổi chức năng thành nhà thờ hồi giáo. Người Thổ Nhĩ Kỳ đã cho xây thêm 4 tháp nhọn Hồi Giáo ở 4 góc gọi là các tháp Minaret, tạo nên cảnh quan nhà thờ như ngày nay.
Nhà thờ Hagia Sophia đã là nhà thờ Cơ đốc giáo bề thế nhất và đẹp nhất ở phương Đông, là nhân chứng bền vững của lịch sử kiến trúc tôn giáo.